# Fót
Fót – miasto w północnych Węgrzech. Według danych ze stycznia 2011 populacja wynosi 18 864 mieszkańców. Miejscowość znajduje się w aglomeracji budapeszteńskiej.

## Bibliografia

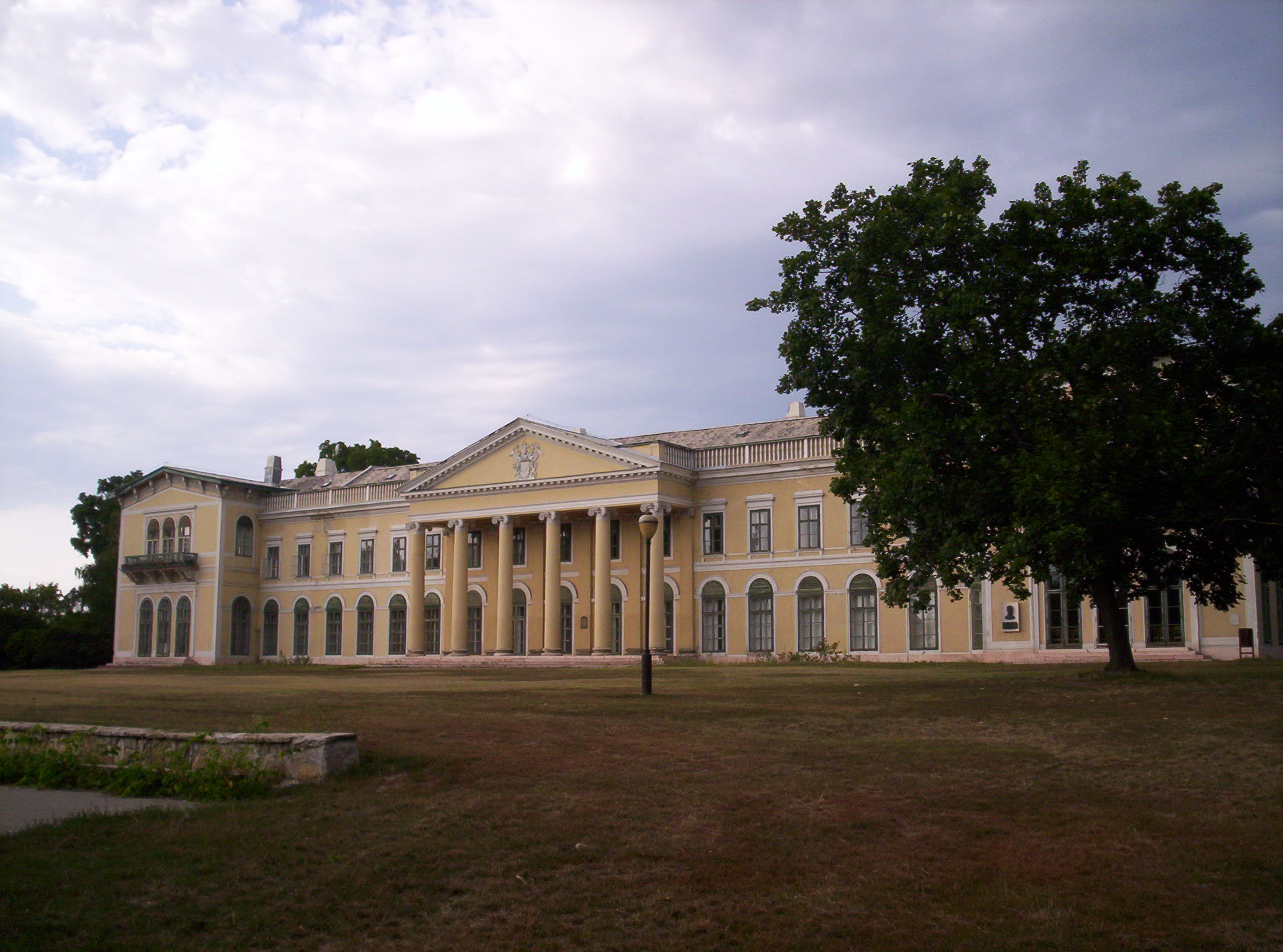
Pałac Karolyich

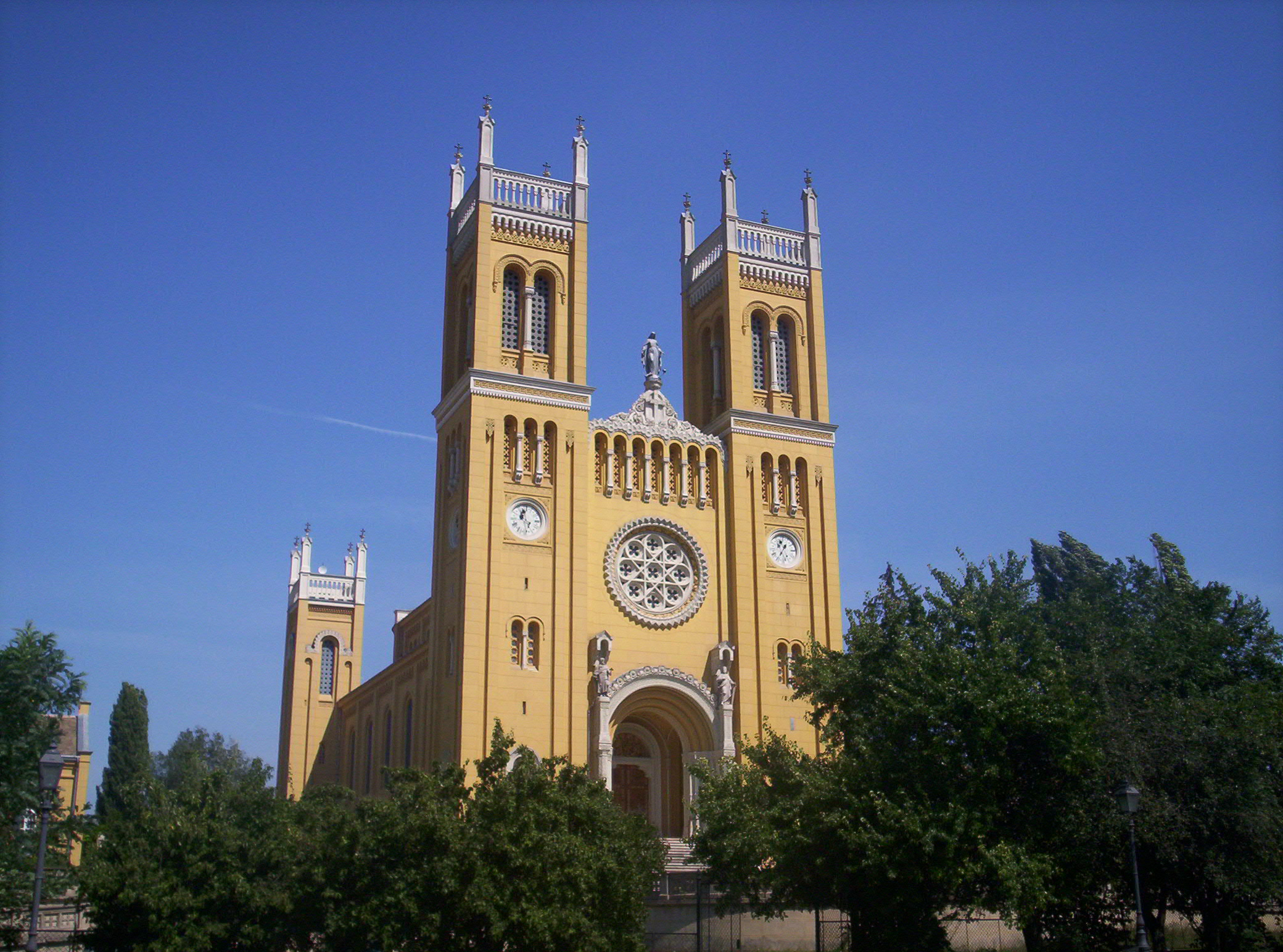
Kościół katolicki